# Штефан-Водский район
Ште́фан-Во́дский район (рум. Raionul Ştefan Vodă, Район Штефан Воде) — административно-территориальная единица Республики Молдова.

## История
Район образован 23 декабря 1964 года под названием Суворовский район, центр — пгт Суворово. В состав района вошло чуть больше половины Каушанского района (его юго-восточная часть).
От 21 декабря 1991 года вслед за переименованием районного центра, район также переименовывается в Штефан-Водэ.
С 1999 года по 2002 год, в рамках проводимой административной реформы, район являлся частью Бендерского уезда. После упразднения уездного деления, район вновь стал самостоятельной административной единицей.

## География
Штефан-Водский район расположен в восточной части Молдовы возле границы с Украиной.

## Население
|             | 2003 год | 2004 год | 2005 год | 2006 год |
| ----------- | -------- | -------- | -------- | -------- |
| Штефан-Водэ | 9 050    | 9 000    | 7 800    | 7 800    |
| сёла        | 64 750   | 64 700   | 62 800   | 62 700   |
| Всего:      | 73 800   | 73 700   | 70 600   | 70 500   |

## Достопримечательности
- «Турецкий сад» и «Слепой Днестр» в селе Талмаза.

## Интересные факты
- Через самую восточную точку республики Паланку, проходит участок кратчайшей автомобильной дороги из южной части Одесской области Украины в северную, ставший собственностью Украины на территории Республики Молдова, в обмен на участок на берегу Дуная в Джурджулештах.

## Известные уроженцы
- Биешу, Мария Лукьяновна (1935-2012) — молдавская советская оперная и камерная певица. Народная артистка Молдовы, Народная артистка СССР (1970).